# Muhammad Rachman
Muhammad Rachman, właśc. Mohamad Rachman Sawaludin (ur. 23 grudnia 1971 w Merauke) – indonezyjski bokser, były zawodowy mistrz świata organizacji IBF w kategorii słomkowej (do 105 funtów).
Rozpoczął karierę w 1986, mając zaledwie 15 lat. W 2000 wygrał przez techniczny nokaut już w pierwszej rundzie z byłym mistrzem świata IBF, Nico Thomasem.
14 września 2004 zdobył tytuł mistrza świata organizacji IBF, pokonując po niejednogłośnej decyzji Daniela Reyesa. Pierwsza obrona mistrzowskiego pasa, w kwietniu 2005 z Fahlanem Sakkreerinem, zakończyła się remisem. Sędzia przerwał pojedynek w trzeciej rundzie, ponieważ pięściarze zderzyli się głowami i Rachman nie był w stanie kontynuować walki.
W 2006 stoczył dwa pojedynki. Oba zakończył przed czasem – w kwietniu z Omarem Soto (KO w szóstej rundzie) oraz w grudniu z Benje Sorollą (TKO w rundzie siódmej).
16 czerwca 2007, w swojej czwartej obronie tytułu, zmierzył się z Filipińczykiem Florante Condesem. Rachman dwa razy leżał na deskach (w trzeciej i dziesiątej rundzie) i ostatecznie przegrał pojedynek niejednogłośną decyzją na punkty, tracąc mistrzowski pas.
Na ring powrócił 28 czerwca 2008, pokonując na punkty Filipińczyka Erdena Dapudonga. 14 marca 2009 roku po dobrej walce przegrał na punkty z niepokonanym Milanem Melindo. Mimo tej porażki 29 maja 2009 roku zmierzył się z Oleydongiem Sithsamerchaiem w walce o tytuł mistrza świata federacji WBC. Pojedynek zakończył się w jedenastej rundzie po tym, jak Rachman w wyniku przypadkowego zderzenia głowami doznał dużego rozcięcia skóry i nie mógł kontynuować walki. Po podliczeniu punktów pojedynek zakończył się zwycięstwem Taja w stosunku 106-101, 105-103 i 105-103.